# Tom Kane

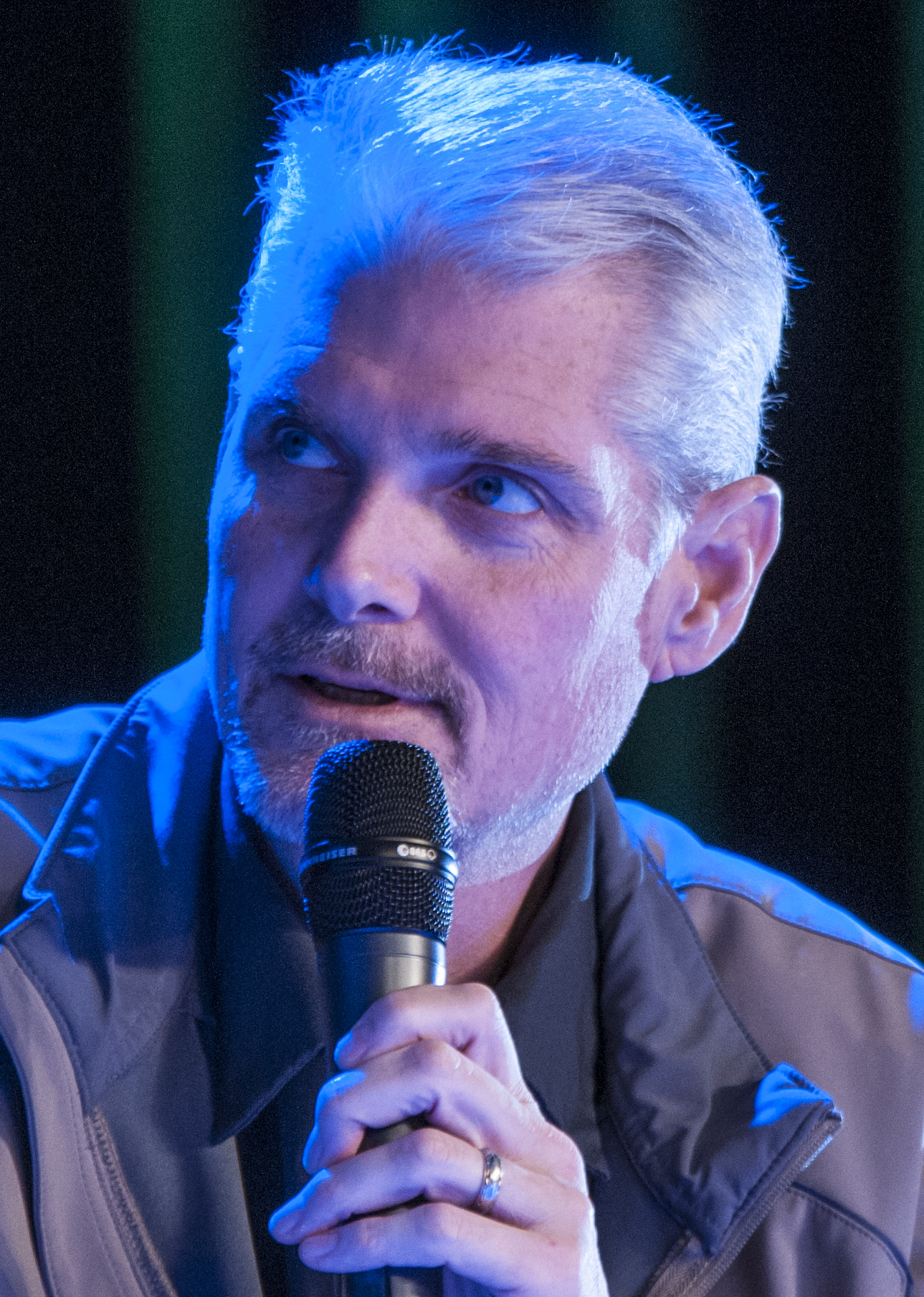
Tom Kane

Tom Kane, född 15 april 1962 som Thomas Roberts i Overland Park, Kansas, USA, är en amerikansk röstskådespelare, har bland annat gjort Yodas röst i Clone Wars.

## Filmografi

### Röstroller inom animerade TV-serier
- Batman: Den tappre och modige - Commissioner Gordon
- Ben 10 - Ultimos, Donovan Grand Smith, Arcticguana
- Bondgården - Freddys pappa
- Busiga bävrar - Oxnard Montalvo
- Duck Dodgers - Walter Carbonite
- Fosters hem för påhittade vänner - Mr. Herriman, Olika röster
- Grim & Evil - Cap'n Heifer
- Heavy Gear: The Animated Series - Greco
- Histeria! - Martin Luther King, Jr , Olika röster
- Iron Man - HOMER, Stingray, Sunturion
- Jimmy Neutron - Dean Cain
- Kim Possible - Monkey Fist
- MAD - Farto Tuner, Giant Fish Announcer, Berättare, Rejected Smurfs Announcer, Him
- Powerpuffpinglorna - Professor Utonium, Him, Talking Dog
- Robot Chicken - Yoda, Morgan Freeman, Olika röster
- South Park - Nyhetsreporter
- Spider-Man - Doctor Doom
- Star Wars: Clone Wars - Jedi Master Yoda, Admiral Wulff Yularen and the Opening Narrator
- Teen Titans - Bob
- Smurfarna - Berättarsmurfen
- The Boondocks - Dr. Doomis
- The New Woody Woodpecker Show - Santa Claws
- The Wild Thornberrys - Darwin the Chimpanzee
- The X's - Lorenzo Suave, Some Old Guy
- Wolverine and the X-Men - Magneto
- The Avengers: världens mäktigaste hjältar - Ultron, Jasper Sitwell

### Live action-roller
- 84th Academy Awards - Announcer
- 83rd Academy Awards - Announcer
- 80th Academy Awards - Announcer
- 78th Academy Awards - Announcer
- American Cinemateque Tribute to Samuel L. Jackson - C-3PO
- AFI Tribute to Michael Douglas 2009 - Show Announcer
- AFI Tribute to Sean Connery 2007 - Show Announcer
- Back to You - Narrator
- Big Time Rush - Narrator
- Mr. Belvedere - Wedding Guest
- Stand Up to Cancer 2009 - Show Announcer
- Stand Up to Cancer 2010 - Show Announcer
- Team Knight Rider - Dante
- The Cosby Show - TV Newscaster
- The Adventures of Timmy the Tooth - Wisdom Tooth
- Who's The Boss - TV Newscaster
- Will & Grace - Guest Announcer

### Filmroller
- 9 - The Chancellor
- Dracula II: Ascension - The Doctor
- Dracula III: Legacy - BBC Anchorman
- Dracula 2000 - CNN Anchorman
- Dear Santa - Santa Claus
- Forrest Gump, The Making of (documentary) - The voice of John F. Kennedy
- Halloween H20 - Dr. Samuel "Sam" Loomis (voice)
- Infinity's Child - Phleig Narrator
- Kim Possible: Tidsapan - Monkey Fist
- Livsfarligt dubbelspel - Slag
- Next Avengers - Iron Man, Ultron
- Powerpuff Girls: Twas the Fight Before Christmas - Professor Utonium
- Rugrats Go Wild! - Darwin
- Scooby-Doo and the Cyber Chase - Professor Robert Kaufmann
- Shrek den tredje - Princess Guard
- Smurfarna - Berättarsmurfen
- Star Wars: The Clone Wars - Jedi Master Yoda, Admiral Yularen, Berättaren
- The Powerpuff Girls Movie - Professor Utonium
- The Prophecy 3: The Ascent - Angel Voice
- The Wild Thornberrys Movie - Darwin
- The Wild Thornberrys: The Origin of Donnie - Darwin
- The Nanny "Oy to the World" - Mr. Sheffield
- District 9 - Newscaster

### Datorspelsroller
- Batman: Arkham Asylum - Commissioner Gordon, Amadeus Arkham, Louie Green, Warden Quincy Sharp
- Batman: Arkham City - Mayor Quincy Sharp
- Call of Duty: Black Ops - Takeo Masaki, Dr. Shuster
- Call of Duty: World at War - Takeo Masaki
- Dance Central 2 - Dr. Tan
- Escape from Monkey Island - Bagel the LUA Bar Patron, Heckler, Pegnose Pete, Pirate 6
- Fat Princess - Announcer
- Final Fantasy XII - Marquis Halim Ondore IV
- Cartoon Network Universe: FusionFall - Professor Utonium, Him, and Mr. Herriman
- Gabriel Knight 3: Blood of the Sacred, Blood of the Damned - Mallory, Jesus
- Grim Fandango - Raoul, 2nd Mayan Mechanic, Gate Keeper, Cat Track Announcer
- Ground Control: Dark Conspiracy - Cardinal Galen Yi
- Interstate '76 - Skeeter
- Interstate '76 Nitro Pack - Skeeter, Natty Dread
- Lego Star Wars III: The Clone Wars - Yoda
- Mercenaries: Playground of Destruction - Olika röster
- Marvel Super Hero Squad - Magneto
- Marvel: Ultimate Alliance - Grey Gargoyle, Professor X, Kurse, Triton
- Marvel vs. Capcom 3: Fate of Two Worlds - Magneto
- Pitfall 3-D: Beyond the Jungle - Arcam, Scourge
- Powerpuff Girls: Mojo's Pet Project - Professor Utonium
- Resonance of Fate - Antourion
- RTX Red Rock - M.E.L., Panel Voice
- Rugrats Go Wild! - Darwin
- Shadow of Rome - Berättaren, Olika röster
- Soul Calibur IV - Yoda
- Spore - Trailerberättare
- Star Trek: Elite Force II - Olika röster
- Star Wars: Battlefront - Admiral Ackbar, Yoda
- Star Wars: Battlefront II - Imperial Officer 3, Yoda
- Star Wars: Bounty Hunter - Longo Two-Guns
- Star Wars: Demolition - Boba Fett, Bib Fortuna, General Otto, Lobot
- Star Wars: Droid Works - C-3PO, Brittisk Droid, Manlig Pedestrianröst, berättare
- Star Wars: Empire at War - C-3PO, Olika röster
- Star Wars: Episode I: Jedi Power Battles - Yoda
- Star Wars: Episode I Racer - Elan Mak, Slide Paramita
- Star Wars Episode I: The Phantom Menace - C-3PO, Barbo, Jym Lang, Prisoner, Thug Leader
- Star Wars Episode III: Revenge of the Sith - Yoda, Cin Drallig, Neimoidian Guard, Neimoidian Brute, Jedi Leader
- Star Wars: Force Commander - AT-AT Driver, ATC-Airfield, ATC-Star Destroyer, C-3PO
- Star Wars: The Force Unleashed - Captain Ozzik Sturn, Kento Marek, (credited as Jedi Knight), Lobot
- Star Wars: The Force Unleashed II - Yoda
- Star Wars: Galactic Battlegrounds - Boba Fett, C-3PO, Empire Missile Destroyer Captain, Vilmarh Grahrk, Yoda, Naboo Destroyer Captain
- Star Wars: The Clone Wars - Yoda
- Star Wars Jedi Knight: Jedi Academy - Boba Fett, Cultist 3, Stormtrooper 1, Rodian
- Star Wars Jedi Knight II: Jedi Outcast - Reborn Jedi 2, Rodian 1, Shadow Trooper 1, Stormtrooper 3
- Star Wars: Jedi Starfighter - Captain Juno, Yoda
- Star Wars: Knights of the Old Republic - Master Vandar Tokare, Uthar Wynn, Olika röster
- Star Wars: Knights of the Old Republic II - The Sith Lords - Master Vandar Tokare
- Star Wars: The Old Republic - Secret Major Characters
- Star Wars: Racer Revenge - Dax Gazaway, Shrivel Braittrand
- Star Wars: Republic Commando - Yoda, Captain Talbot, Trandoshan Slaver #2
- Star Wars: Rogue Squadron II: Rogue Leader - Crix Madine, Imperial Pilot 2, Transport Captain 3
- Star Wars Rogue Squadron III: Rebel Strike - C-3PO, Crix Madine, Imperial Pilot 2, Imperial Recruiter, Yoda
- Star Wars: Shadows of the Empire - Leebo
- Star Wars: Starfighter - Mercenary Pilot, Wingman
- Star Wars: Super Bombad Racing - Battle Droid, Chancellor Valorum, Yoda
- Star Wars: X-Wing Alliance - Cmdr. Beckman, Golav Nakhym, Nien Nunb, Imperial Officer
- Star Wars: X-Wing vs. TIE Fighter -
- The Curse of Monkey Island - Captain Rottingham, The Flying Welshman
- The Dark Eye - Berättaren
- The Hobbit - Berättaren, Olika röster
- The Lord of the Rings: Aragorn's Quest - The Narrator
- The Lord of the Rings: The Fellowship of the Ring - Gandalf
- The Powerpuff Girls: Chemical X-traction - Professor Utonium, Him
- Thor: God of Thunder - Odin
- Ultimate Marvel vs. Capcom 3 - Magneto
- X-Men Legends - Chuck Simms, Olika röster
- X-Men Legends II: Rise of Apocalypse - Olika röster